# Sewickley Hills
Sewickley Hills è una borough degli Stati Uniti d'America, nella contea di Allegheny nello Stato della Pennsylvania. Secondo il censimento del 2000 la popolazione è di 652 abitanti.

## Società

### Evoluzione demografica
La composizione etnica vede una prevalenza della razza bianca (94,33%), seguita quella afroamericana (2,45%), dati del 2000.
| borough di Sewickley Hills Popolazione |     |
| 2000                                   | 652 |
| Stima al 2009                          | 692 |